# Future Combat Air System
Système de combat aérien du futur, abbreviato SCAF, è un progetto tedesco-francese-spagnolo per lo sviluppo di un sistema di caccia multiruolo di VI generazione (New Generation Fighter), anche a pilotaggio remoto (Remote Carrier) e con nuovi sistema d'arma e di comunicazione.
Per la parte tedesca, entrerà in servizio con la Luftwaffe nel 2040 sostituendo l'Eurofighter Typhoon; per la parte francese sostituirà il Dassault Rafale nell'Armée de l'air, mentre per la parte spagnola, nell'Ejército del Aire, sostituirà il McDonnell Douglas F/A-18 Hornet oltre che il Typhoon. Le società coinvolte sono la francese Dassault Aviation e la tedesca Airbus Defence and Space.

## Storia
Nel 2014 iniziò il progetto Future Combat Air System ad opera della Francia e della Gran Bretagna. Più tardi con la presentazione del progetto Tempest della Royal Air Force al Farnborough Air Show il 16 luglio 2018, la parte britannica si ritirò.
Il 13 luglio 2017 la cancelliera Angela Merkel e il presidente Emmanuel Macron siglarono un accordo per lo sviluppo di un caccia in comune. Durante la Mostra internazionale dell'aeronautica e dello spazio di Berlino 2018, il 25 aprile la Dassault Aviation e la Airbus Defence and Space firmano un accordo. Il 26 aprile 2018 il Generalleutnant Erhard Bühler e il Général d'armée aérienne André Lanata presentano all'ILA lo High Level Common Operational Requirements Document. La Francia dovrebbe guidare lo sviluppo del progetto.
Il Belgio partecipa al programma con 369 milioni di Euro.
Il ministro della difesa tedesco Ursula von der Leyen e il francese Florence Parly il 6 febbraio 2019 a Gennevilliers dotarono di 65 milioni di Euro la Dassault Aviation e la Airbus per uno studio di due anni. Venne poi posta in essere la collaborazione tra Safran Aircraft Engines e la MTU Aero Engines per lo sviluppo di motori a reazione con cui equipaggiare il nuovo velivolo.
Il 14 febbraio 2019 la Spagna entra nel programma. Durante il Salone internazionale dell'aeronautica e dello spazio di Parigi-Le Bourget viene siglato l'accordo il 17 giugno 2019.

## Obiettivi
Il sistema è concepito per integrare droni, aerei da caccia, satelliti artificiali e sistemi di comando e controllo.
Come velivolo di sesta generazione sarà dotato di tecnologia stealth, un sistema adattivo (ADVENT), rete di computer, capacità di guerra cibernetica e possibilità di uso di armi ad energia diretta.

## Progetti simili
Giappone, Italia e Regno Unito stanno lavorando ad un progetto simile, il Global Combat Air Programme (GCAP) frutto dell'unione del progetto italo-inglese "Tempest" e progetto nipponico "F-X" per le rispettive aeronautiche dei tre paesi: l'Aeronautica Militare italiana, la Kōkū Jieitai giapponese e la Royal Air Force del Regno Unito. Il GCAP sostituirà nel 2035 (con primo volo nel 2028) l'Eurofighter Typhoon nelle forze armate dell'Italia e del Regno Unito, e il Mitsubishi F-2 nelle forze armate giapponesi.
Anche gli Stati Uniti stanno lavorando ad una sesta generazione di aeromobili da combattimento, con il progetto Collaborative combat aircraft (CCA) che comprende il velivolo Next Generation Air Dominance (NGAD) per l'esercito el'F/A-XX per la marina.
La Russia, sta lavorando al Mikoyan PAK DP, un caccia di 6ª generazione, anch'esso atteso per la metà degli anni trenta.